# Complètement Lycée
Complètement Lycée: La websérie est une série courte québécoise basée sur une idée de Pierre-Yves Roy-Desmarais et Rosalie Vaillancourt, réalisée par Alec Pronovost et écrite par Charles-Alex Durand, Sandrine Viger-Beaulieu et Alec Pronovost. Elle raconte avec humour l’histoire d’une nouvelle élève dans une école secondaire, qui tente de gagner en popularité. La série reproduit fidèlement les traductions en français européen très typé qui ont marqué les années 2000. Elle a été tournée en anglais, puis doublée. Les huit épisodes sont disponibles sur la plateforme Noovo.ca depuis le 7 décembre 2021.
La série fut renouvelée pour une nouvelle version plus conventionnelle, comprenant 10 épisodes de 21 minutes diffusés sur Noovo depuis le 11 janvier 2023. La série est disponible en vidéo-sur-demande sur Crave depuis le 23 novembre 2022 et Noovo depuis le 11 janvier 2023. 
À la suite de la sortie de la deuxième version, la websérie change de titre pour "Complètement Lycée: La websérie", alors que la nouvelle version garde le titre original.

## Synopsis
Nouvellement arrivée au lycée de New Garden East Valley en banlieue de Chicago, Allison veut faire bonne impression auprès de ses collègues de classe. Elle se présente donc pour devenir présidente du lycée. Ashley et son amoureux Brian, qui sont respectivement la starlette de l’école et le quart-arrière de l’équipe de football, lui rendront la vie difficile. En plus de ces deux archétypes de la fille populaire et du joueur de football, la série met de l’avant plusieurs autres personnages typiques des séries pour adolescents, comme le meilleur ami à l’homosexualité refoulée et le dur à cuire. L’intrigue, articulée autour de la compétition entre Allison et Ashley pour la présidence du lycée, donne lieu à des triangles amoureux et à l’exploration de la rivalité entre les personnages.

## Fiche technique
- Réalisation : Alec Pronovost, Marc-Olivier Valiquette[3]
- Production : Marc S. Grenier, Camille Montreuil
- Textes : Charles-Alex Durand, Alec Pronovost, Sandrine Viger-Beaulieu
- Production exécutive : Marie-Pier Gaudreault et Julie Snyder
- Idée originale : Pierre-Yves Roy-Desmarais et Rosalie Vaillancourt
- Direction photo : Christophe Fortin

## Distribution
- Rosalie Vaillancourt : Allison Thompson
- Pierre-Yves Roy-Desmarais : Brian Manson
- Katherine Levac : Ashley Winterbottom
- Vincent Kim : Will Jones
- Patrick Emmanuel Abellard : Keith O'Keefe
- Antoine Pilon : Ryder Williams
- Bernard Fortin : Charlie Thompson
- Pierre-Luc Lafontaine: Chaz Manson
- Éric Bernier: Mister Brown
- Nahéma Ricci: Quinn
- Julie Le Breton: Miss Carmichael
- Joanie Guérin: Becca

## Lauréats et nominations
- Gala des prix Gémeaux 2023: Gagnant de la meilleure comédie (saison 2)[4]